# Konklawe 1644
Konklawe 9 sierpnia – 15 września 1644 – konklawe zakończone wyborem na papieża Innocentego X. W jego trakcie po raz pierwszy doszło do zgłoszenia oficjalnej ekskluzywy wobec konkretnego kandydata ze strony katolickiego mocarstwa.

## Śmierć Urbana VIII

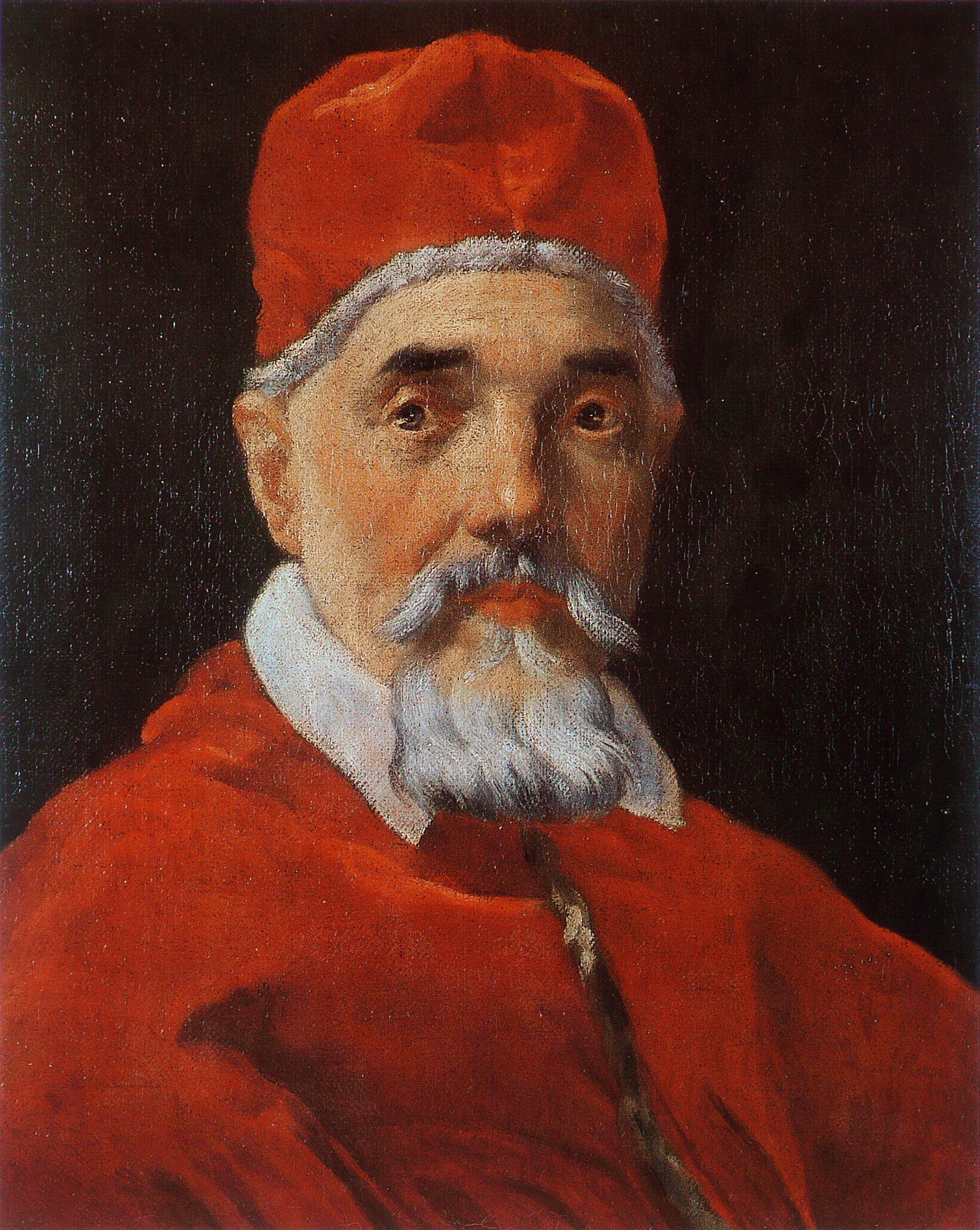
Papież Urban VIII

21-letni pontyfikat Urbana VIII dobiegł końca dnia 29 lipca 1644 roku. Jego polityka, zarówno wewnętrzna, jak i zagraniczna, była mocno krytykowana. Wobec toczącej się w Niemczech wojny 30-letniej dyplomacja papieska pod wodzą papieskiego bratanka Francesco Barberini de facto sprzyjała sprzymierzonej z obozem protestanckim Francji, co wywoływało gniew na dworach w Madrycie i Wiedniu. Również wśród kardynałów polityka ta budziła duże zastrzeżenia.

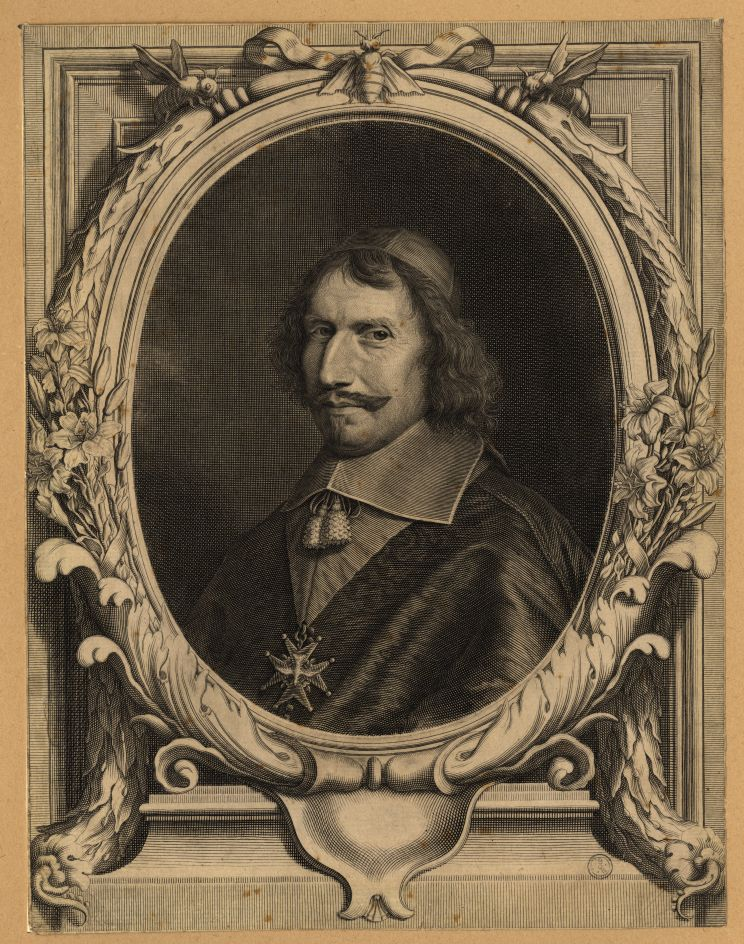
Kardynał kamerling Antonio Barberini, bratanek Urbana VIII

Drugim mocno krytykowanym aspektem pontyfikatu Urbana VIII był nepotyzm. Obok Francesco mianował kardynałami i obdarzył wieloma godnościami kościelnymi także swojego drugiego bratanka Antonio oraz rodzonego brata Antonio Marcello, a swemu świeckiemu bratankowi Taddeo nadał tytuł księcia Palestriny i mianował kapitanem generalnym wojsk papieskich. Chciwość i arogancja papieskich bratanków (zwł. Antonio) sprawiły, że papież i jego ród stali się w Rzymie bardzo niepopularni. Kardynał Antonio Barberini i jego brat Taddeo, książę Palestriny byli obwiniani za wywołanie katastrofalnej w skutkach wojny o Castro z księciem Odoardo Farnese. Konflikt zakończył się klęską wojsk papieskich i spustoszeniem Państwa Kościelnego, a jednocześnie wyszło na jaw, że bracia Barberini dopuścili się defraudacji funduszy wojennych. Główną troską Francesco i Antonio wobec śmierci wuja było zabezpieczenie ogromnej fortuny zgromadzonej dzięki jego hojności oraz zapewnienie sobie bezkarności za popełnione nadużycia.
Nastroje w Rzymie w związku ze śmiercią papieża były na granicy wybuchu otwartego buntu przeciwko Barberinim. Wielki książę Toskanii oraz wicekról Neapolu zażądali rozpuszczenia i ewakuacji papieskich wojsk najemnych oraz pozbawienia księcia Taddeo Barberiniego stanowiska głównodowodzącego wojsk papieskich. Pierwsze z tych żądań zostało spełnione w całości, natomiast co do drugiego, Kolegium Kardynalskie zadecydowało o pozostawieniu Taddeo formalnie na stanowisku, ale odebraniu mu faktycznych kompetencji poprzez narzucenie mu nadzoru dwójki kardynałów. Te środki uspokoiły nieco sytuację w mieście, ale i tak przed wszystkimi pałacami wzmocniono ochronę.

## Lista uczestników konklawe
Spośród 62 kardynałów na konklawe przybyło 56, z czego jeden zmarł w jego trakcie, a jeden musiał opuścić je przed zakończeniem:
- Marcello Lante della Rovere (nominacja kardynalska 11 września 1606) – kardynał biskup Ostia e Velletri; dziekan Świętego Kolegium Kardynałów
- Pier Paolo Crescenzi (17 sierpnia 1611) – kardynał biskup Porto e Santa Rufina; subdziekan Świętego Kolegium Kardynałów; prefekt Świętej Kongregacji ds. Obrzędów
- Francesco Cennini de’ Salamandri (11 stycznia 1621) – kardynał biskup Sabiny
  - † Guido Bentivoglio (11 stycznia 1621) – kardynał biskup Palestriny (zmarł 7 września na konklawe)
- Giulio Roma (11 stycznia 1621) – kardynał biskup Frascati; biskup Tivoli
- Luigi Capponi (24 listopada 1608) – kardynał prezbiter S. Lorenzo in Lucina; arcybiskup Rawenny; kolegat apostolski w Romanii
- Alfonso de la Cueva-Benavides y Mendoza-Carrillo (5 września 1622) – kardynał prezbiter S. Balbina
- Antonio Marcello Barberini OFMCap (7 października 1624) – kardynał prezbiter S. Maria in Trastevere; penitencjariusz większy; bibliotekarz Świętego Kościoła Rzymskiego; prefekt Świętej Kongregacji ds. Rezydencji Biskupów; wiceprefekt Świętej Kongregacji Rozkrzewiania Wiary
- Ernst Adalbert von Harrach (19 stycznia 1626) – kardynał prezbiter S. Prassede; arcybiskup Pragi i prymas Czech
- Bernardino Spada (19 stycznia 1626) – kardynał prezbiter S. Pietro in Vincoli; prefekt Świętej Kongregacji Indeksu; prefekt Świętej Kongregacji ds. Granic Państwa Kościelnego
- Federico Cornaro (19 stycznia 1626) – kardynał prezbiter S. Marco; komendatariusz opactwa terytorialnego Vangadizza
- Giulio Cesare Sacchetti (19 stycznia 1626) – kardynał prezbiter S. Susanna; prefekt Trybunału Apostolskiej Sygnatury Sprawiedliwości
- Giandomenico Spinola (19 stycznia 1626) – kardynał prezbiter S. Cecilia; arcybiskup Mazara del Vallo
- Gil Carrillo de Albornoz (30 sierpnia 1627) – kardynał prezbiter S. Pietro in Montorio; kamerling Świętego Kolegium Kardynałów
- Giovanni Battista Pamphili (30 sierpnia 1627) – kardynał prezbiter S. Eusebio; prefekt Świętej Kongregacji Soboru Trydenckiego; prefekt Świętej Kongregacji ds. Kościelnych Immunitetów
- Alphonse-Louis du Plessis de Richelieu OCarth (19 listopada 1629) – kardynał prezbiter SS. Trinita al Monte Pincio; arcybiskup Lyonu i prymas Galii; Wielki Jałmużnik Królestwa Francji; komendatariusz opactwa terytorialnego Saint-Victor de Marseille
- Giovanni Battista Maria Pallotta (19 listopada 1629) – kardynał prezbiter S. Silvestro in Capite
- Ciriaco Rocci (19 listopada 1629) – kardynał prezbiter S. Salvatore in Lauro
- Cesare Monti (19 listopada 1629) – kardynał prezbiter S. Maria in Transpontina; arcybiskup Mediolanu
- Francesco Maria Brancaccio (28 listopada 1633) – kardynał prezbiter Ss. XII Apostoli; biskup Viterbo e Toscanella
- Alessandro Bichi (28 listopada 1633) – kardynał prezbiter S. Sabina; biskup Carpentras
- Ulderico Carpegna (28 listopada 1633) – kardynał prezbiter S. Anastasia
- Stefano Durazzo (28 listopada 1633) – kardynał prezbiter S. Lorenzo in Panisperna; arcybiskup Genui
- Marcantonio Franciotti (28 listopada 1633) – kardynał prezbiter S. Maria della Pace; biskup Lukki
- Francesco Maria Macchiavelli (16 grudnia 1641) – kardynał prezbiter Ss. Giovanni e Paolo; biskup Ferrary
- Ascanio Filomarino (16 grudnia 1641) – kardynał prezbiter S. Maria in Aracoeli; arcybiskup Neapolu
- Marcantonio Bragadin (16 grudnia 1641) – kardynał prezbiter Ss. Nereo ed Achilleo; biskup Vicenzy
- Pier Donato Cesi (16 grudnia 1641) – kardynał prezbiter S. Marcello
- Girolamo Verospi (16 grudnia 1641) – kardynał prezbiter S. Agnese in Agone; biskup Osimo
- Vincenzo Maculani OP (16 grudnia 1641) – kardynał prezbiter S. Clemente
- Francesco Peretti di Montalto (16 grudnia 1641) – kardynał prezbiter S. Girolamo degli Schiavoni
- Giovanni Giacomo Panciroli (13 lipca 1643) – kardynał prezbiter bez tytułu
- Fausto Poli (13 lipca 1643) – kardynał prezbiter S. Crisogono; biskup Orvieto
- Lelio Falconieri (13 lipca 1643) – kardynał prezbiter S. Maria del Popolo; legat apostolski w Bolonii
  - Gaspare Mattei (13 lipca 1643) – kardynał prezbiter S. Pancrazio (10 września opuścił konklawe na stałe z powodu choroby)
- Cesare Facchinetti (13 lipca 1643) – kardynał prezbiter Ss. IV Coronati; arcybiskup Senigalli
- Girolamo Grimaldi-Cavalleroni (13 lipca 1643) – kardynał prezbiter bez tytułu
- Carlo Rossetti (13 lipca 1643) – kardynał prezbiter bez tytułu; biskup Faenzy
- Giambattista Altieri (13 lipca 1643) – kardynał prezbiter S. Maria sopra Minerva; biskup Todi
- Mario Theodoli (13 lipca 1643) – kardynał prezbiter S. Alessio
- Francesco Angelo Rapaccioli (13 lipca 1643) – kardynał prezbiter S. Maria in Via
- Francesco Adriano Ceva (13 lipca 1643) – kardynał prezbiter S. Prisca
- Juan de Lugo y de Quiroga SJ (13 lipca 1643) – kardynał prezbiter S. Stefano al Monte Celio
- Angelo Giori (13 lipca 1643) – kardynał prezbiter Ss. Quirico e Giulitta
- Carlo de’ Medici (2 grudnia 1615) – kardynał diakon S. Nicola in Carcere Tulliano; protodiakon Świętego Kolegium Kardynałów; protektor Hiszpanii
- Francesco Barberini (2 października 1623) – kardynał diakon S. Lorenzo in Damaso; superintendent generalny Stolicy Apostolskiej; wicekanclerz Świętego Kościoła Rzymskiego; prefekt Świętej Konsulty; prefekt Świętej Kongregacji Dobrego Rządu; prefekt Świętej Kongregacji ds. Ceremoniału; sekretarz Świętej Kongregacji Rzymskiej i Powszechnej Inkwizycji; archiprezbiter bazyliki watykańskiej; prefekt Fabryki Świętego Piotra; komendatariusz opactwa terytorialnego Farfa; legat apostolski w Urbino; gubernator Fermo i Tivoli
- Marzio Ginetti (19 stycznia 1626) – kardynał diakon S. Eustachio; wikariusz generalny diecezji rzymskiej; prefekt Świętej Kongregacji ds. Biskupów i Zakonników
- Antonio Barberini OSIoHieros (30 sierpnia 1627) – kardynał diakon S. Maria in Via Lata; kamerling Świętego Kościoła Rzymskiego; archiprezbiter bazyliki liberiańskiej; prefekt Trybunału Apostolskiej Sygnatury Łaski; prefekt Sygnatury ds. Brewe Apostolskich; komendatariusz opactw terytorialnych Subiaco, Tre Fontane i Nonantola; prefekt Świętej Kongregacji Rozkrzewiania Wiary; legat apostolski w Awinionie; legat apostolski w Romanii; protektor Francji i Sabaudii; wielki przeor zakonu joannitów w Rzymie
- Girolamo Colonna (30 sierpnia 1627) – kardynał diakon S. Angelo in Pescheria; arcybiskup Bolonii; archiprezbiter bazyliki laterańskiej; protektor Rzeszy Niemieckiej
- Giangiacomo Teodoro Trivulzio (19 listopada 1629) – kardynał diakon S. Cesareo in Palatio
- Giulio Gabrielli (16 grudnia 1641) – kardynał diakon S. Agata in Suburra; ko-legat apostolski w Urbino; biskup Ascoli Piceno
- Rinaldo d’Este (16 grudnia 1641) – kardynał diakon bez tytułu
- Vincenzo Costaguti (13 lipca 1643) – kardynał diakon S. Maria in Portico
- Giovanni Stefano Donghi (13 lipca 1643) – kardynał diakon S. Giorgio in Velabro; legat apostolski w Ferrarze
- Paolo Emilio Rondinini (13 lipca 1643) – kardynał diakon S. Maria in Aquiro
- Achille d’Estampes de Valençay (13 lipca 1643) – kardynał diakon S. Adriano

Pięćdziesięciu elektorów było Włochami, trzech Hiszpanami, dwóch Francuzami a jeden Niemcem. Aż czterdziestu ośmiu z nich otrzymało kapelusz kardynalski od Urbana VIII (1623–1644), siedmiu od Pawła V (1605–1621), a tylko jeden od Grzegorza XV (1621–1623).

### Nieobecni
Sześciu kardynałów było nieobecnych, w tym Francuz, dwóch Hiszpanów i trzech Włochów (z czego jeden w służbie francuskiej i jeden w służbie hiszpańskiej):
- Gaspar de Borja y Velasco (17 sierpnia 1611) – kardynał biskup Albano; arcybiskup Sewilli; ambasador Hiszpanii przy Stolicy Apostolskiej
- François de La Rochefoucauld (10 grudnia 1607) – kardynał prezbiter S. Callisto; protoprezbiter Świętego Kolegium Kardynałów
- Baltasar Moscoso y Sandoval (2 grudnia 1615) – kardynał prezbiter S. Croce in Gerusalemme; biskup Jaén
- Agostino Spinola Basadone (11 stycznia 1621) – kardynał prezbiter S. Bartolomeo all'Isola; arcybiskup Santiago de Compostela
- Giulio Mazzarini (16 grudnia 1641) – kardynał diakon bez tytułu; pierwszy minister Królestwa Francji; komendatariusz opactwa terytorialnego Saint-Pierre-de-Corbie
- Virginio Orsini OSIoHieros (16 grudnia 1641) – kardynał diakon S. Maria in Cosmedin

Czterech z nich mianował Paweł V, dwóch Urban VIII.

## Podziały w Kolegium Kardynalskim

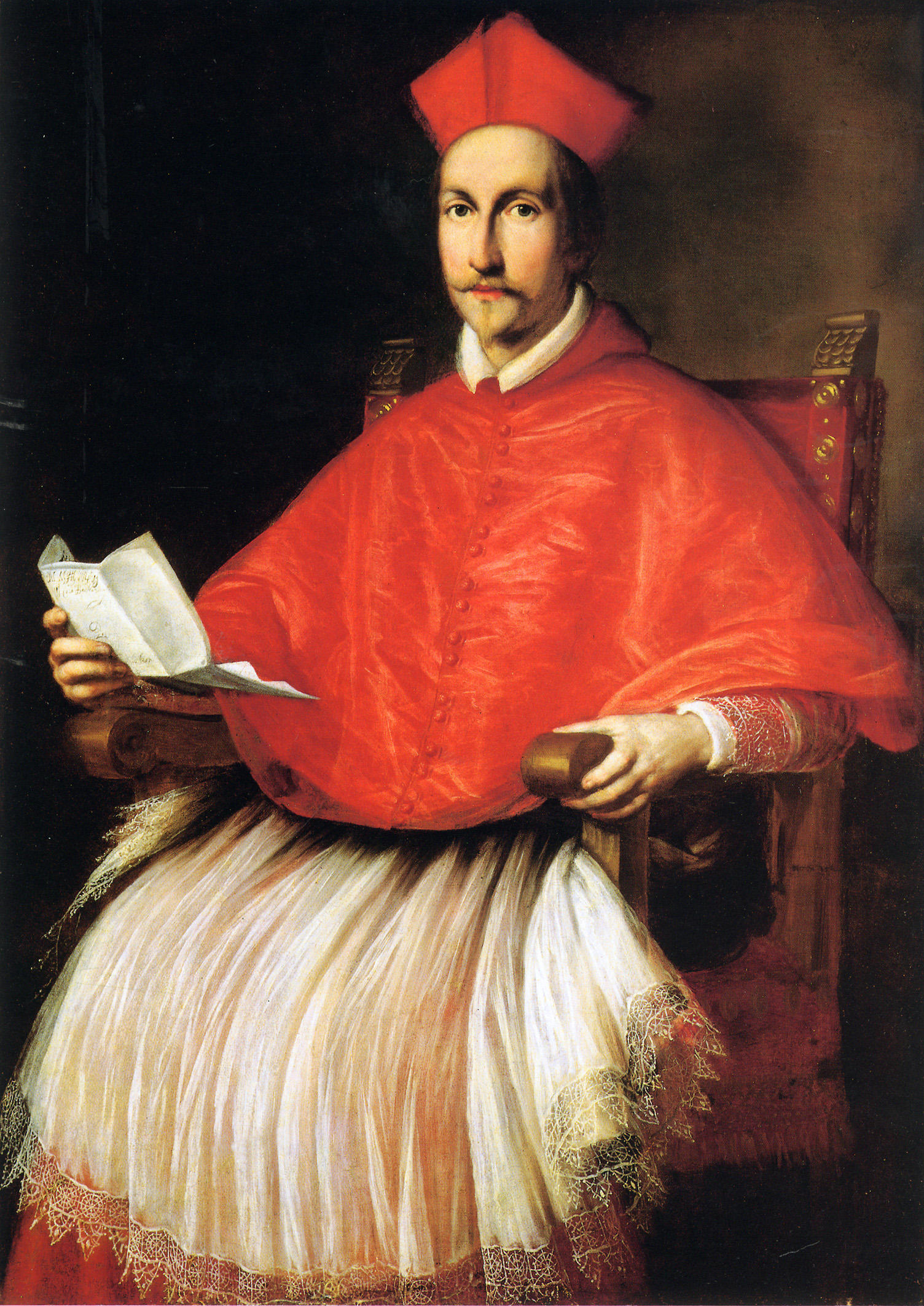
Kardynał Francesco Barberini, bratanek Urbana VIII i lider najsilniejszej frakcji na konklawe

Kolegium Kardynalskie podzielone było na trzy główne partie:
- „Barberinianie” – kardynałowie mianowani przez Urbana VIII, dowodzeni przez jego bratanka Francesco Barberini: Antonio Marcello Barberini, Spada, Cornaro, Sacchetti, Spinola, Pamphili, Pallotta, Rocci, Monti, Brancaccio, Carpegna, Durazzio, Franciotti, Macchiavelli, Filomarino, Bragadin, Cesi, Verospi, Maculani, Peretti di Montalto, Panciroli, Poli, Falconieri, Mattei, Facchinetti, Grimaldi, Rosetti, Altieri, Theodoli, Rapaccioli, Ceva, Giori, Ginetti, Gabrielli, Costaguti, Donghi i Rondinini.
- Partia hiszpańska – tworzyło ją ośmiu kardynałów oficjalnie reprezentujących interesy Madrytu: Gil Carillo de Albornoz (lider), Juan de Lugo, Alfonso de la Cueva, Ernst von Harrach, Carlo de Medici, Rinaldo d’Este, Giangiacomo Trivulzio i Girolamo Colonna.
- Partia francuska –należało do niej sześciu kardynałów reprezentujących królestwo Francji: Antonio Barberini (jako protektor Francji), Alphonse Richelieu, Achille d’Estampes, Alessandro Bichi, Girolamo Grimaldi i Vincenzo Maculani.

Ponadto wyróżniano jeszcze frakcję „starych”, czyli nielicznych żyjących jeszcze nominatów Pawła V. Grupa ta po śmierci Scipione Caffarelli-Borghese (1633) i Pietro Maria Borghese (1642) pozostawała bez przywódcy, tworzyli ją kardynałowie Lante della Rovere, Crescenzi, Cennini, Bentivoglio, Roma i Capponi.
Powyższy podział nie był jednak zbyt ścisły. Partia Francesco Barberiniego miała teoretycznie aż 36 członków, ale Barberini mógł liczyć na pełną lojalność najwyżej 26 z nich. Wielu kardynałów spoza frakcji hiszpańskiej (zwł. „starzy”) sympatyzowało z Madrytem, także ogólną liczbę prohiszpańskich kardynałów na konklawe oceniano nawet na dwadzieścia cztery. Z kolei Antonio Barberini formalnie został zaliczony do stronnictwa francuskiego z racji pełnienia przez niego funkcji kardynała-protektora Francji, ale faktycznie miał na uwadze przede wszystkim dobro własne i swojego rodu.

## Kandydaci do tiary

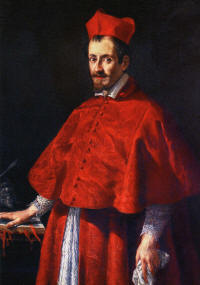
Kardynał Giulio Sacchetti

Za papabile uważano łącznie czternastu kardynałów:
· Spośród nominatów Pawła V: Lante della Rovere, Crescenzi, Bentivoglio, Capponi, Roma i Cennini;
· Spośród nominatów Urbana VIII: Sacchetti, Mattei, Pamphili, Rocci, Maculani, Altieri, Spinola, Monti.
Głównym kandydatem Francesco Barberiniego był Giulio Sacchetti, natomiast kandydatem rezerwowym był Pamphili. Jego brat Antonio popierał Sacchettiego, ale był przeciwny Pamphiliemu, z jednej strony ze względu na osobiste urazy, a z drugiej z uwagi na stanowisko Francji, którą reprezentował. Rządzący wówczas Francją kardynał Mazzarini preferował w pierwszej kolejności kandydaturę kardynała Bentivoglio, a w drugiej kardynała Sacchetti, natomiast wydał francuskim kardynałom kategoryczny zakaz głosowania na Pamphiliego, gdyż kandydatowi temu sprzyjała Hiszpania.
W tych okolicznościach na głównego faworyta konklawe wyrastał kardynał Sacchetti.

## Początek konklawe – weto Hiszpanii

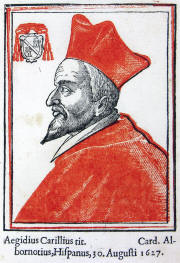
Kardynał Gil Carillo de Albornoz, przedstawiciel Hiszpanii na konklawe

Mimo początkowych propozycji, by konklawe zorganizować na Kwirynale albo w kolegium jezuickim, kamerling Antonio Barberini ostatecznie zadecydował, że zgodnie z tradycją odbędzie się ono w Watykanie. Wielu kardynałów było przeciwnych tej lokalizacji ze względu na zalecenia lekarzy, rejon Watykanu w letnich miesiącach był bowiem siedliskiem malarii.
Konklawe rozpoczęło się 9 sierpnia z udziałem 55 kardynałów, dopiero 13 sierpnia przybył kardynał Panciroli. 10 września Mattei i Gabrielli musieli opuścić konklawe ze względu na zły stan zdrowia, jednak Gabrielli powrócił 15 września, także w końcowym głosowaniu wzięło udział 54 kardynałów.
Nieoczekiwanie już na samym początku konklawe lider Hiszpanów Gil Carillo de Albornoz złożył w imieniu swojego króla uroczystą deklarację o wykluczeniu kardynała Sacchettiego z grona kandydatów na papieża. Ten krok Hiszpanów wywołał spore zamieszanie i wielodniowe spory o jego dopuszczalność. Niezależnie od prób podważania legalności weta, kardynał Barberini bezskutecznie próbował skłonić Albornoza do jego wycofania. Nieoczekiwanie jednak w jego własnej partii nastąpił rozłam i część kardynałów na czele z kardynałem Mattei poparła stanowisko Hiszpanów. Dołączyli do nich także „starzy”, którzy uważali, że 58-letni Sacchetti jest jeszcze za młody i zbyt mało doświadczony. Uważali oni, że po 21-letnim pontyfikacie Urbana VIII należy wybrać papieża w starszym wieku, którego pontyfikat byłby krótszy.

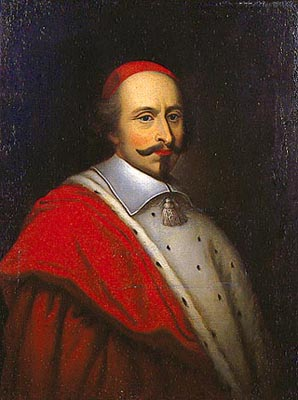
Kardynał Giulio Mazzarini, pierwszy minister króla Francji

Pomimo hiszpańskiego weta Antonio i Francesco Barberini obstawali przy Sacchettim, jednak kiedy w głosowaniu 30 sierpnia dostał on zaledwie 12 głosów, uznali dalsze popieranie go za bezcelowe. Francesco Barberini wysunął więc swojego rezerwowego kandydata Pamphiliego, którego poparli także Hiszpanie. Antonio Barberini początkowo się wahał, jednak jego brat i kardynał Lugo przekonali go w końcu do tego kandydata. Mimo to Antonio nie mógł oficjalnie go poprzeć, gdyż instrukcje z Paryża kategorycznie zabraniały mu głosowania na Pamphiliego. Antonio próbował więc wpłynąć na ambasadora francuskiego w Rzymie, markiza Saint-Chamond, ten jednak odparł, że choć ceni kardynała Pamphiliego, nie może zmieniać instrukcji bez zgody kardynała Mazzariniego. Nie powiodły się też próby przekonania pozostałych członków francuskiej frakcji do głosowania wbrew instrukcjom, mimo że Antonio nie przebierał w środkach (jego propozycje dla kardynała Bichiego miały wręcz charakter symoniczny). W tej sytuacji Antonio Barberini wysłał za pośrednictwem ambasadora list do Mazzariniego z prośbą o zgodę na poparcie Pamphiliego, a celem zyskania na czasie wysunął kandydaturę kardynała Maculani.

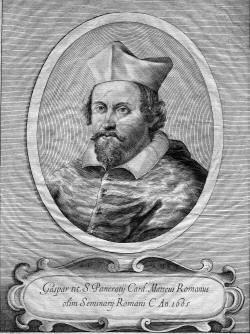
Kardynał Gaspare Mattei, przywódca prohiszpańskiego „buntu” w partii Francesco Barberiniego

Podobnie jak na poprzednim konklawe, upał i ciężkie powietrze sprzyjały chorobom. 7 września zmarł kardynał Bentivoglio, a trzy dni później Mattei i Gabrielli musieli opuścić konklawe. Francesco Barberini wprawdzie pozostał, ale musiał wycofać się z aktywnego udziału i oddał kierownictwo swoją partią bratu Antonio, który tym samym stał teraz na czele dwóch frakcji.
Szerząca się malaria przemawiała za jak najszybszym doprowadzeniem konklawe do końca, jednak na nadejście odpowiedzi z Paryża trzeba było czekać kilka tygodni. Tymczasem w głosowaniu 13 września aż dwadzieścia pięć głosów uzyskał wrogi Barberinim kardynał Cennini. Antonio uznał wówczas, że sytuacja zaczyna mu się wymykać spod kontroli i podjął decyzję o finalizowaniu rozmów z Hiszpanami bez czekania na odpowiedź Mazzariniego. Następnego dnia rano Antonio Barberini za pośrednictwem kardynała Facchinetti dobił targu z Hiszpanami. W zamian za gwarancje bezpieczeństwa i amnestii dla siebie i swojej rodziny ze strony nowego papieża oraz patronat ze strony króla Hiszpanii Filipa IV zgodził się na oficjalne poparcie kandydatury Pamphiliego. Głosowanie zaplanowano na następny dzień i sprowadzono nawet chorego kardynała Gabrielli. Protesty kardynałów z frakcji francuskiej zignorowano, gdyż nie mieli oni dostatecznej siły, by zablokować elekcję.

## Wybór Innocentego X

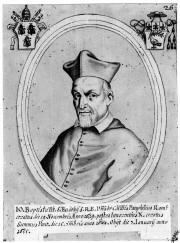
Kardynał Giovanni Battista Pamphili przybrał imię Innocenty X

15 września Pamphili został wybrany na papieża uzyskując 15 głosów w fazie pisemnego scrutinium oraz dalsze 33 w fazie akcesu, co łącznie dało mu 48 głosów na 54. Przeciwko niemu głosowali jedynie Francuzi Valençay i Richelieu i trójka ich włoskich sprzymierzeńców: Bichi, Grimaldi i Maculani. Sam Pamphili, zgodnie z obyczajem, także nie głosował na siebie. Elekt przybrał imię Innocentego X, na cześć Innocentego VIII.
Gdyby konklawe przeciągnęło się jeszcze przez kilka dni, do wyboru Pamphiliego prawdopodobnie by nie doszło. 23 września do Rzymu dotarła odpowiedź kardynała Giulio Mazzarini datowana na 19 września, w której nakazał on Barberiniemu zgłoszenie wobec Pamphiliego oficjalnej ekskluzywy, identycznej z tą zgłoszoną przez Hiszpanów przeciwko Sacchettiemu. Ponieważ konklawe już się zakończyło, nie miało to już żadnego znaczenia – papież został prawomocnie wybrany. 4 października odbyły się uroczystości koronacyjne, podczas których protodiakon Carlo de Medici nałożył tiarę na głowę papieża.
Mazzarini z oczywistych względów nie był zadowolony z postawy Antonio Barberiniego, który za francuskie pieniądze pełnił oficjalnie urząd protektora Francji przy Stolicy Apostolskiej. Już kilka miesięcy później Antonio utracił ten urząd i związane z nim dochody. Karę poniósł także francuski ambasador, który został odwołany do kraju.

## Uzupełniające źródła internetowe
- http://www.pickle-publishing.com/papers/triple-crown-innocent-x.htm
- Innozenz X.. vaticanhistory.de. [zarchiwizowane z tego adresu (2007-09-27)].
- http://cardinals.fiu.edu/conclave-xvii.htm#1644